# Kazuyuki Fudeyasu
Kazuyuki Fudeyasu (筆安一幸 Fudeyasu Kazuyuki?) es un guionista de anime japonés. Debutó en 1997 y ha trabajado en numerosas series desde entonces, incluyendo Black Clover, Tensei Shitara Slime Datta Ken y Mairimashita! Iruma-kun. Fudeyasu suele escribir su nombre con kanji. Sin embargo, también acredita su nombre en hiragana en algunas ocasiones.

## Trabajos

### Series de televisión
| Año  | Anime                                                                                       | Estudio                                  | Funciones | Refs.           |
| ---- | ------------------------------------------------------------------------------------------- | ---------------------------------------- | --- | --------------- |
| 2000 | Hajime no Ippo                                                                              | Madhouse                                 | Guionista (#5, 12, 15, 19, 25, 32, 35, 39, 41, 45-46, 48-50, 54, 58, 63, 66, 75) | [ 1 ]           |
| 2001 | Beyblade                                                                                    | Madhouse                                 | Guionista (#5, 8, 11, 14, 16, 20, 33, 40, 45) | [ 2 ]           |
| 2001 | Chance Triangle Session                                                                     | Madhouse                                 | Guionista (#9) | [ 3 ]           |
| 2001 | X                                                                                           | Madhouse                                 | Guionista (#16-19, 22) | [ 4 ]           |
| 2001 | Captain Tsubasa: Road to 2002                                                               | Group TAC                                | Guionista (#3-4, 10) | [ 5 ]           |
| 2002 | Honō no Mirage                                                                              | Madhouse                                 | Guionista (#2, 6) | [ 6 ]           |
| 2002 | Aquarian Age: Sign for Evolution                                                            | Madhouse                                 | Guionista (#4) | [ 7 ]           |
| 2002 | Rizelmine                                                                                   | Madhouse Imagin                          | Guionista (#16, 19) | [ 8 ]           |
| 2002 | Pita Ten                                                                                    | Madhouse                                 | Guionista (#5, 11, 18, 22) | [ 9 ]           |
| 2003 | Green Green                                                                                 | Studio Matrix                            | Guionista (#3, 8) | [ 10 ]          |
| 2003 | Gunslinger Girl                                                                             | Madhouse                                 | Asistente de producción | [ 11 ]          |
| 2004 | Gokusen                                                                                     | Madhouse                                 | Guionista (#8, 10) | [ 12 ]          |
| 2004 | Monster                                                                                     | Madhouse                                 | Guionista (#13, 22, 36, 39, 45-47, 49, 53-54, 58-60, 68-69, 72-73) | [ 13 ]          |
| 2004 | Bleach                                                                                      | Pierrot                                  | Guionista (#280-281, 285-286, 288-289, 294, 300, 304, 309, 314-315, 322-323, 326, 333-334, 337-338, 344, 348, 352, 354, 358, 362) | [ 14 ]          |
| 2005 | UG☆Ultimate Girls                                                                           | Studio Matrix                            | Guionista (#4-6) | [ 15 ]          |
| 2005 | Ichigo 100%                                                                                 | Madhouse                                 | Guionista (#2-3, 8-9, 12, 15, 17-18, 21-22) | [ 16 ]          |
| 2005 | Zoids: Genesis                                                                              | XEBEC                                    | Guionista (#5, 8, 13, 16-17, 19, 22, 25, 30, 36, 40, 47) | [ 17 ]          |
| 2005 | Oku-sama wa Joshi Kōsei                                                                     | Madhouse                                 | Guionista (#6, 11, 14, 17-18, 20, 24) | [ 18 ]          |
| 2005 | Tōhai Densetsu Akagi: Yami ni Maiorita Tensai                                               | Madhouse                                 | Guionista (#2-3, 10-11, 16, 21-22) | [ 19 ]          |
| 2006 | Strawberry Panic                                                                            | Madhouse                                 | Guionista (#4, 7, 11, 13, 17-18, 20, 22, 24) | [ 20 ]          |
| 2006 | Nana                                                                                        | Madhouse                                 | Guionista (#14-18, 22-25, 34-41) | [ 21 ]          |
| 2006 | Kirarin☆Revolution                                                                          | SynergySP G&G Entertainment              | Guionista (#60, 64, 69, 75, 80, 85, 90, 94, 96, 101) | [ 22 ]          |
| 2006 | Saiunkoku Monogatari                                                                        | Madhouse                                 | Guionista (#6-8, 12-13, 16, 20, 24, 26, 31, 34, 36) | [ 23 ]          |
| 2006 | Yume Tsukai                                                                                 | Madhouse                                 | Guionista (# 3, 7-8) | [ 24 ]          |
| 2007 | Claymore                                                                                    | Madhouse                                 | Guionista (#5-7, 10-16, 19, 21, 23) | [ 25 ]          |
| 2007 | Saiunkoku Monogatari 2nd Season                                                             | Madhouse                                 | Guionista (#2, 5, 8, 11, 14, 17-18, 20, 24-25, 27, 29, 32-33, 36-37) | [ 26 ]          |
| 2007 | Kaibutsu Ōjo                                                                                | Madhouse                                 | Composición de la serie Guionista (#4, 6, 9, 11, 14, 16, 18-24, 26) | [ 27 ]          |
| 2008 | Chi's Sweet Home                                                                            | Madhouse                                 | Guionista (#29-36, 41-44, 49-52, 57-60, 81-84, 93-96) | [ 28 ]          |
| 2008 | Allison & Lillia                                                                            | Madhouse                                 | Guionista (#5-6, 9-11, 17-18, 23-24) | [ 29 ]          |
| 2008 | Penguin no Mondai                                                                           | Shogakukan Music & Digital Entertainment | Composición de la serie Guionista | [ 30 ]          |
| 2008 | Kamen no Maid Guy                                                                           | Madhouse                                 | Composición de la serie Guionista (#2, 5, 7, 10-12) | [ 31 ]          |
| 2008 | Zettai Karen Children                                                                       | SynergySP                                | Guionista (#4, 9, 11, 13, 19-21, 25, 29, 34, 36, 40, 42, 48) | [ 32 ]          |
| 2009 | Hajime no Ippo: New Challenger                                                              | Madhouse                                 | Composición de la serie Guionista (#1-12, 21) | [ 33 ]          |
| 2009 | Chi's Sweet Home: Atarashii Ouchi                                                           | Madhouse                                 | Guionista (#25-32, 41-44, 53-56) | [ 34 ]          |
| 2009 | Basquash!                                                                                   | Satelight                                | Guionista (#21, 23) | [ 35 ]          |
| 2009 | Gokujō!! Mecha Mote Iinchō                                                                  | Shogakukan Music & Digital Entertainment | Guionista (#7, 13, 21, 30, 33, 43, 47) | [ 36 ]          |
| 2009 | Metal Fight Beyblade                                                                        | Tatsunoko Production                     | Guionista (#5, 10, 16, 20, 24, 28, 34, 40, 47) | [ 37 ]          |
| 2009 | Sōten Kōro                                                                                  | Madhouse                                 | Guionista (#9-10, 18-19, 26) | [ 38 ]          |
| 2009 | Kämpfer                                                                                     | Nomad                                    | Composición de la serie Guionista (#1-2, 8, 11) | [ 39 ]          |
| 2009 | Nyan Koi!                                                                                   | AIC                                      | Guionista (#4, 6, 8-9) | [ 40 ]          |
| 2010 | B Gata H Kei                                                                                | Hal Film Maker                           | Guionista (#3, 6, 9, 11) | [ 41 ]          |
| 2010 | Gokujō!! Mecha Mote Iinchō Second Collection                                                | Shogakukan Music & Digital Entertainment | Guionista (#34, 44) | [ 42 ]          |
| 2010 | SD Gundam Sangokuden Brave Battle Warriors                                                  | Sunrise                                  | Guionista (#7, 12, 19-20, 26, 32, 36-37, 41, 49) | [ 43 ]          |
| 2010 | Metal Fight Beyblade: Baku                                                                  | SynergySP                                | Guionista (#6, 13, 17, 24, 31, 40, 46) | [ 44 ]          |
| 2010 | Rainbow: Nisha Rokubō no Shichinin                                                          | Madhouse                                 | Guionista (#8, 11) | [ 45 ]          |
| 2010 | Nurarihyon no Mago                                                                          | Studio Deen                              | Guionista (#resúmenes 1-2; 5, 10, 16, 23) | [ 46 ]          |
| 2010 | Tantei Opera Milky Holmes                                                                   | J.C.Staff                                | Composición de la serie Guionista (#1, 4, 6, 8, 12) | [ 39 ]          |
| 2011 | Level E                                                                                     | Pierrot David Production                 | Guionista (#5-7, 10) | [ 47 ]          |
| 2011 | Metal Fight Beyblade 4D                                                                     | SynergySP                                | Composición de la serie Guionista (#7, 10, 17, 23, 27-28) | [ 48 ]          |
| 2011 | Sket Dance                                                                                  | Tatsunoko Production                     | Guionista (#8-9, 11, 15, 18-19, 23) | [ 49 ]          |
| 2011 | Ben-To                                                                                      | David Production                         | Composición de la serie Guionista (#2-3, 5, 10, 12) | [ 39 ]          |
| 2012 | Tantei Opera Milky Holmes Dai 2 Maku                                                        | J.C.Staff Artland                        | Composición de la serie Guionista (#1-2, 8, 11-12) | [ 50 ]          |
| 2012 | Jewelpet Kira☆Deco!                                                                         | Studio Comet                             | Composición de la serie Escritor de episodios (#1-3, 8, 32, 40, 46) | [ 51 ]          |
| 2012 | Tamagotchi! Yume Kira Dream                                                                 | OLM                                      | Guionista (#7, 11-12, 18, 25, 31-32, 40, 43, 49) | [ 52 ]          |
| 2012 | Wooser no Sono Higurashi                                                                    | Sanzigen                                 | Composición de la serie Guionista (#1-12) | [ 39 ]          |
| 2012 | Onii-chan dakedo Ai sae Areba Kankeinai yo ne!                                              | Silver Link                              | Composición de la serie Guionista (#1, 3, 6, 11) | [ 53 ]          |
| 2012 | JoJo's Bizarre Adventure                                                                    | David Production                         | Guionista (#5-6, 12, 16-17, 23) | [ 54 ]          |
| 2013 | Beast Saga                                                                                  | SynergySP                                | Guionista (#9, 19-20, 29-30, 37-38) | [ 55 ]          |
| 2013 | Namiuchigiwa no Muromi-san                                                                  | Tatsunoko Production                     | Composición de la serie Guionista (#1-2, 7, 10, 13) | [ 56 ]          |
| 2013 | Tamagotchi! Miracle Friends                                                                 | OLM                                      | Guionista (#4, 10, 14, 23, 27) | [ 57 ]          |
| 2013 | Gaist Crusher                                                                               | Pierrot                                  | Guionista (#39-40, 44) | [ 58 ]          |
| 2013 | Miss Monochrome The Animation                                                               | Liden Films Sanzigen                     | Composición de la serie Guionista (#1-13) | [ 59 ]          |
| 2013 | Hajime no Ippo: Rising                                                                      | Madhouse MAPPA                           | Composición de la serie Guionista (#1-3, 5, 7-8) | [ 60 ]          |
| 2013 | Walkure Romanze                                                                             | 8-Bit                                    | Composición de la serie Guionista (#1-3, 5-6, 8, 10-12) | [ 61 ]          |
| 2014 | Mahō Sensō                                                                                  | Madhouse                                 | Composición de la serie Guionista (#1-2, 5) | [ 62 ]          |
| 2014 | GO-GO Tamagotchi!                                                                           | OLM                                      | Guionista (#3, 9, 15, 23, 30, 38, 43) | [ 63 ]          |
| 2014 | JoJo's Bizarre Adventure: Stardust Crusaders                                                | David Production                         | Guionista (#7, 9, 16-17) | [ 64 ]          |
| 2014 | Gochūmon wa Usagi Desu ka?                                                                  | White Fox                                | Composición de la serie Guionista (#1-3, 5, 7-8, 10) | [ 65 ]          |
| 2014 | PriPara                                                                                     | Tatsunoko Production Dongwoo A&E         | Guionista (#4, 10, 14, 17, 22, 27, 32, 36) | [ 66 ]          |
| 2014 | Denki-gai no Honya-san                                                                      | Shin-Ei Animation                        | Composición de la serie Guionista (#1-2, 11-12) | [ 67 ]          |
| 2015 | JoJo's Bizarre Adventure: Stardust Crusaders 2nd Season                                     | David Production                         | Guionista (#27, 32-33, 40-41) | [ 68 ]          |
| 2015 | Yoru no Yatterman                                                                           | Tatsunoko Production                     | Composición de la serie Guionista (#1-12) | [ 69 ]          |
| 2015 | Miss Monochrome The Animation 2                                                             | Sanzigen Liden Films                     | Composición de la serie Guionista (#1-13) | [ 70 ]          |
| 2015 | Wooser no Sono Higurashi: Mugen-hen                                                         | Sanzigen                                 | Guionista (#5) | [ 71 ]          |
| 2015 | Monster Musume no Iru Nichijō                                                               | Lerche                                   | Composición de la serie Guionista (#1-12) | [ 72 ]          |
| 2015 | Miss Monochrome The Animation 3                                                             | Sanzigen Liden Films                     | Composición de la serie Guionista (#1-13) | [ 73 ]          |
| 2015 | Tantei Team KZ Jiken Note                                                                   | Signal.MD                                | Guionista (#5-10) | [ 74 ]          |
| 2015 | Gochūmon wa Usagi Desu ka??                                                                 | Kinema Citrus White Fox                  | Composición de la serie Guionista (#1-11) | [ 75 ]          |
| 2016 | Nurse Witch Komugi-chan R                                                                   | Tatsunoko Production                     | Guionista (#3, 8-9, 11-12) | [ 76 ]          |
| 2016 | Mahō Shōjo Nante Mō Ii Desu Kara                                                            | Pine Jam                                 | Composición de la serie Guionista (#1-2, 8-11) | [ 77 ]          |
| 2016 | JoJo's Bizarre Adventure: Diamond Is Unbreakable                                            | David Production                         | Guionista (#6, 10, 18-19, 26-30, 37-38) | [ 78 ]          |
| 2016 | Shōnen Maid                                                                                 | 8-Bit                                    | Guionista (#3-4, 6, 9-10) | [ 79 ]          |
| 2016 | Days                                                                                        | MAPPA                                    | Guionista (#1-2, 6, 13, 20) | [ 80 ]          |
| 2017 | Idol Time PriPara                                                                           | Tatsunoko Production Dongwoo A&E         | Guionista (#2, 8, 14, 16, 23, 26, 33, 38, 43, 49) | [ 81 ]          |
| 2017 | Black Clover                                                                                | Pierrot                                  | Composición de la serie (#1-152) Guionista (#1-29, 36-37, 40-41, 44, 46-47, 50-51, 53, 55, 61, 64, 66, 68, 76, 81-82, 85-86, 89-91, 95-101, 104-106, 113-114, 119, 122-124, 126, 130, 142, 147-148, 152) Cooperación de composición de serie (#153-170) | [ 82 ]          |
| 2017 | Shōjo Shūmatsu Ryokō                                                                        | White Fox                                | Composición de la serie Guionista (#1-12) | [ 83 ]          |
| 2017 | Hōseki no Kuni                                                                              | Orange                                   | Guionista (#3-5, 9-12) |                 |
| 2017 | Net-juu no Susume                                                                           | Signal.MD                                | Composición de la serie Guionista (#1-2, 9-10, 11) | [ 84 ]          |
| 2018 | Yama no Susume: Omoide Present                                                              | 8-Bit                                    | Composición de la serie Guionista (#2-13) | [ 85 ]          |
| 2018 | Isekai Maou to Shoukan Shoujo no Dorei Majutsu                                              | Ajia-do Animation Works                  | Composición de la serie Guionista (#1-12) | [ 86 ]          |
| 2018 | Zoids Wild                                                                                  | OLM                                      | Guionista (#4, 10, 17, 25, 30, 39, 45) | [ 87 ]          |
| 2018 | Jashin-chan Dropkick                                                                        | Nomad                                    | Composición de la serie Guionista (#1-5, 10-12) | [ 88 ]          |
| 2018 | Tensei Shitara Slime Datta Ken                                                              | 8-Bit                                    | Composición de la serie Guionista (#1-25) | [ 89 ]          |
| 2018 | JoJo's Bizarre Adventure: Golden Wind                                                       | David Production                         | Guionista (#6-8, 14-15, 24-25, 31-32, 37) | [ 90 ]          |
| 2019 | Mairimashita! Iruma-kun                                                                     | Bandai Namco Pictures                    | Composición de la serie Guionista (#1-3, 17-18, 23) | [ 91 ]          |
| 2020 | Ishuzoku Reviewers                                                                          | Passione                                 | Composición de la serie Guionista (#1-4, 6, 12) | [ 92 ]          |
| 2020 | Jashin-chan Dropkick'                                                                       | Nomad                                    | Composición de la serie Guionista (#1-3, 5, 9-11) | [ 93 ]          |
| 2020 | Majo no Tabitabi                                                                            | C2C                                      | Composición de la serie Guionista (#1-12) | [ 94 ]          |
| 2020 | Kami-tachi ni Hirowareta Otoko                                                              | Maho Film                                | Composición de la serie Guionista (#1-12) | [ 95 ]          |
| 2020 | Gochūmon wa Usagi Desu ka? Bloom                                                            | Encourage Films                          | Composición de la serie | [ 96 ]          |
| 2021 | Tensei shitara Slime Datta Ken 2nd Season                                                   | 8-Bit                                    | Composición de la serie Guionista (#24.9, 25-36) | [ 97 ]          |
| 2021 | Bungō Stray Dogs Wan!                                                                       | Bones Nomad                              | Composición de la serie | [ 98 ]          |
| 2021 | Kaifuku Jutsushi no Yarinaoshi                                                              | TNK                                      | Composición de la serie Guionista (#1-12) | [ 99 ]          |
| 2021 | Isekai Maou to Shoukan Shoujo no Dorei Majutsu Ω                                            | Tezuka Productions Okuruto Noboru        | Composición de la serie Guionista (#1-3, 9) | [ 100 ]         |
| 2021 | Mairimashita! Iruma-kun 2nd Season                                                          | Bandai Namco Pictures                    | Composición de la serie Guionista (#1-2, 5, 15-16, 21) | [ 101 ]         |
| 2021 | Tensei shitara Slime Datta Ken 2nd Season Part 2                                            | 8-Bit                                    | Composición de la serie Guionista (#36.5, 37-48) | [ 102 ]         |
| 2022 | Leadale no Daichi nite                                                                      | Maho Film                                | Composición de la serie Guionista (#1-12) | [ 103 ]         |
| 2022 | Jashin-chan Dropkick X                                                                      | Nomad                                    | Composición de la serie Guionista (#1-12) | [ 104 ]         |
| 2022 | Futoku no Guild                                                                             | TNK                                      | Composición de la serie Guionista (#1-12) | [ 105 ] [ 106 ] |
| 2022 | Do It Yourself!!                                                                            | Pine Jam                                 | Composición de la serie Guionista (#1-12) | [ 107 ]         |
| 2022 | Mairimashita! Iruma-kun 3rd Season                                                          | Bandai Namco Pictures                    | Composición de la serie Guionista (#1-3, 17-21) | [ 108 ]         |
| 2023 | Shangri-La Frontier                                                                         | C2C                                      | Composición de la serie Guionista (#1-25) | [ 109 ]         |
| 2024 | Hime-sama "Gōmon" no Jikan desu                                                             | Pine Jam                                 | Composición de la serie Guionista (#1, 4, 7, 11-12) | [ 110 ]         |
| 2024 | Mob kara Hajimaru Tansaku Eiyūtan                                                           | Gekkō                                    | Composición de la serie Guionista (#1-2, 5, 7, 11-12) | [ 111 ]         |
| 2024 | Shangri-La Frontier 2nd Season                                                              | C2C                                      | Composición de la serie Guionista (#26-50) | [ 112 ]         |
| 2025 | Kuroiwa Medaka ni Watashi no Kawaii ga Tsūjinai                                             | SynergySP                                | Composición de la serie Guionista (#1-4, 11-12) | [ 113 ]         |
| 2025 | Hana wa Saku, Shura no Gotoku                                                               | Studio Bind                              | Composición de la serie Guionista (#1-3, 5, 11-12) | [ 114 ]         |
| 2025 | A-Rank Party o Ridatsu Shita Ore wa, Moto Oshiego-tachi to Meikyū Shinbu o Mezasu.          | Bandai Namco Pictures                    | Composición de la serie Guionista (#1-24) | [ 115 ]         |
| 2025 | Your Forma                                                                                  | Geno Studio                              | Composición de la serie Guionista (#1-12) | [ 116 ]         |
| 2025 | 3-nen Z-gumi Ginpachi-sensei                                                                | Bandai Namco Pictures                    | Composición de la serie | [ 117 ]         |
| 2025 | Yasei no Last Boss ga Arawareta!                                                            | WAO World                                | Composición de la serie | [ 118 ]         |
| 2025 | Mikata ga Yowasugite Hojo Mahō ni Tesshiteita Kyūtei Mahōshi, Tsuihō Sarete Saikyō o Mezasu | Gekkō                                    | Composición de la serie | [ 119 ]         |
| 2025 | Shūmatsu Touring                                                                            | Nexus                                    | Composición de la serie | [ 120 ]         |
| 2026 | Trigun Stargaze                                                                             | Orange                                   | Composición de la serie | [ 121 ]         |

### Películas
| Año  | Anime                                                      | Estudio                                  | Funciones                         | Refs.   |
| ---- | ---------------------------------------------------------- | ---------------------------------------- | --------------------------------- | ------- |
| 2008 | Hells                                                      | Madhouse                                 | Guionista                         | [ 122 ] |
| 2009 | Penguin no Mondai Movie                                    | Shogakukan Music & Digital Entertainment | Guionista                         | [ 18 ]  |
| 2016 | Tantei Opera Milky Holmes Movie: Gyakushuu no Milky Holmes | J.C.Staff                                | Guionista                         | [ 39 ]  |
| 2017 | PriPara Movie: Mi~nna de Kagayake! Kirarin☆Star Live!      | Tatsunoko Production                     | Guionista                         | [ 123 ] |
| 2020 | Wave!!: Surfing Yappe!!                                    | Asahi Production                         | Composición de la serie Guionista | [ 124 ] |
| 2021 | Bishoujo Senshi Sailor Moon Eternal Movie 1                | Toei Animation Studio Deen               | Guionista                         | [ 125 ] |
| 2021 | Bishoujo Senshi Sailor Moon Eternal Movie 2                | Toei Animation Studio Deen               | Guionista                         | [ 125 ] |
| 2022 | Tensei Shitara Slime Datta Ken Movie: Guren no Kizuna-hen  | 8-Bit                                    | Guionista                         | [ 126 ] |
| 2023 | Bishoujo Senshi Sailor Moon Cosmos Movie                   | Toei Animation Studio Deen               | Guionista                         | [ 127 ] |

### ONAs
| Año  | Anime                                 | Estudio                   | Funciones                                                  | Refs.           |
| ---- | ------------------------------------- | ------------------------- | ---------------------------------------------------------- | --------------- |
| 2013 | Hetalia: The Beautiful World          | Studio Deen               | Composición de la serie Guionista (#1-5, 11-13, 19)        | [ 128 ]         |
| 2015 | Hetalia: The World Twinkle            | Studio Deen               | Composición de la serie Guionista (#1-2, 5, 9-10, 12-13)   | [ 129 ]         |
| 2018 | Jashin-chan Dropkick Episode 12       | Nomad                     | Composición de la serie Guionista                          | [ 18 ]          |
| 2019 | Mugyutto! Black Clover                | DLE                       | Composición de la serie Guionista (#1-8)                   | [ 130 ]         |
| 2020 | Move to the Future                    | Studio Bind ROLL2         | Guionista (#1-5)                                           | [ 131 ]         |
| 2020 | Zenonzard The Animation               | 8-Bit                     | Guionista (#1-9)                                           | [ 18 ]          |
| 2021 | Hetalia World★Stars                   | Studio Deen               | Composición de serie Guionista (#1-12) Guionista principal | [ 132 ]         |
| 2021 | Shūmatsu no Valkyrie                  | Graphinica                | Composición de la serie Guionista (#1-12)                  | [ 133 ] [ 134 ] |
| 2021 | JoJo's Bizarre Adventure: Stone Ocean | David Production          | Guionista (#9, 11, 15-16, 20-22, 28-29, 33)                | [ 135 ]         |
| 2023 | Shūmatsu no Valkyrie II               | Graphinica Yumeta Company | Composición de la serie Guionista (#1-6)                   | [ 136 ] [ 137 ] |
| 2023 | Shūmatsu no Valkyrie II Part 2        | Graphinica Yumeta Company | Composición de la serie                                    | [ 136 ] [ 137 ] |

### OVAs
| Año  | Anime                                   | Estudio  | Funciones                                | Refs.   |
| ---- | --------------------------------------- | -------- | ---------------------------------------- | ------- |
| 2004 | Honō no Mirage: Minagiwa no Hangyakusha | Madhouse | Guionista (#1-3)                         | [ 138 ] |
| 2016 | Monster Musume no Iru Nichijō OVA       | Lerche   | Composición de la serie Guionista (#1-2) | [ 139 ] |
| 2017 | Yama no Susume: Omoide Present          | 8-Bit    | Guionista                                | [ 140 ] |
| 2019 | Tensei Shitara Slime Datta Ken OVA      | 8-Bit    | Composición de la serie Guionista (#1-5) | [ 141 ] |

### Especiales
| Año  | Anime                                     | Estudio           | Funciones                              | Refs.   |
| ---- | ----------------------------------------- | ----------------- | -------------------------------------- | ------- |
| 2003 | Hajime no Ippo: Champion Road             | Madhouse          | Guionista                              | [ 142 ] |
| 2011 | Kämpfer für die Liebe                     | Nomad             | Composición de la serie Guionista (#1) | [ 143 ] |
| 2011 | Tantei Opera Milky Holmes: Summer Special | J.C.Staff Artland | Composición de la serie Guionista      | [ 144 ] |
| 2012 | Tantei Opera Milky Holmes: Alternative    | J.C.Staff Artland | Guionista                              | [ 145 ] |